# شاب يرتدي قبعة من الفرو (لوحة)
شاب يرتدي قبعة من الفرو (بالهولندية: Zelfportret met bontmuts en kuras
) هي لوحة بورتريه للرسام الهولندي كاريل فابريتيوس عام 1654. وهي لوحة زيتية على قماش بمقاس 70.5 × 61.5 سم (27.8 × 24.2 بوصة). وتعتبر اللوحة بشكل عام صورة ذاتية، وهي موجودة في مجموعة المعرض الوطني بلندن منذ عام 1924.

## روابط خارجية
- شاب يرتدي قبعة من الفراء في موقع المعرض الوطني